# VR-Track
VR-Track är en finsk järnvägsentreprenör som ingår i järnvägskoncernen VR Group som ägs av finska staten. Företaget bygger och underhåller järnvägar. Omsättningen 2011 var 266 miljoner euro och antalet anställda 1995.
Förutom i Finland bedriver företaget verksalmet i Norden, Baltikum och Ryssland. I Sverige bedriver VR-Track underhåll av Malmbanan sedan 2009 och underhåll av Ådalsbanan och Mittbanan sedan 2011-06-01.